# Bušinja vas
Bušinja vas – wieś w Słowenii, w gminie Metlika. W 2018 roku liczyła 120 mieszkańców.